# Mistrovství světa ve fotbale 1958 (soupisky)
Soupisky na Mistrovství světa ve fotbale 1958, které se hrálo v Švédsku:
| Zlato               | Stříbro            | Bronz              |
| ------------------- | ------------------ | ------------------ |
| Brazílie • Soupiska | Švédsko • Soupiska | Francie • Soupiska |

## Skupina 1

### SRN
Hlavní trenér: Sepp Herberger

| Jméno                   | Datum narození     | Datum úmrtí                         | Klub                 |
| Brankáři                | Brankáři           | Brankáři                            | Brankáři             |
| ----------------------- | ------------------ | ----------------------------------- | -------------------- |
| Fritz Herkenrath        | 9. září 1928       | 18. dubna 2016 (ve věku 87 let)     | Rot-Weiss Essen      |
| Heinz Kwiatkowski       | 16. července 1926  | 23. května 2008 (ve věku 81 let)    | Borussia Dortmund    |
| Günter Sawitzki *       | 22. listopadu 1932 | 14. prosince 2020 (ve věku 88 let)  | VfB Stuttgart        |
| Obránci                 |                    |                                     |                      |
| Herbert Erhardt         | 6. července 1930   | 3. července 2010 (ve věku 79 let)   | SpVgg Fürth          |
| Erich Juskowiak         | 7. září 1926       | 1. července 1983 (ve věku 56 let)   | Fortuna Düsseldorf   |
| Heinz Wewers            | 27. července 1927  | 29. srpna 2008 (ve věku 81 let)     | Rot-Weiss Essen      |
| Georg Stollenwerk       | 19. prosince 1930  | 1. května 2014 (ve věku 83 let)     | 1. FC Köln           |
| Karl-Heinz Schnellinger | 31. března 1939    | 20. května 2024 (ve věku 85 let)    | SG Düren 99          |
| Hermann Nuber *         | 10. října 1935     | 12. prosince 2022 (ve věku 87 let)  | Kickers Offenbach    |
| Záložníci               |                    |                                     |                      |
| Horst Eckel             | 8. února 1932      | 3. prosince 2021 (ve věku 89 let)   | 1. FC Kaiserslautern |
| Horst Szymaniak         | 29. srpna 1934     | 9. října 2009 (ve věku 75 let)      | Wuppertaler SV       |
| Fritz Walter            | 31. října 1920     | 18. června 2002 (ve věku 81 let)    | 1. FC Kaiserslautern |
| Rudi Hoffmann *         | 11. února 1935     | 16. října 2020 (ve věku 85 let)     | VfB Stuttgart        |
| Wolfgang Peters *       | 8. ledna 1929      | 22. září 2003 (ve věku 74 let)      | Borussia Dortmund    |
| Útočníci                |                    |                                     |                      |
| Helmut Rahn             | 16. srpna 1929     | 14. srpna 2003 (ve věku 73 let)     | Rot-Weiss Essen      |
| Aki Schmidt             | 5. září 1935       | 11. listopadu 2016 (ve věku 81 let) | Borussia Dortmund    |
| Hans Schäfer –          | 19. října 1927     | 7. listopadu 2017 (ve věku 90 let)  | 1. FC Köln           |
| Uwe Seeler              | 5. listopadu 1936  | 21. července 2022 (ve věku 85 let)  | Hamburger SV         |
| Bernhard Klodt          | 26. října 1926     | 23. května 1996 (ve věku 69 let)    | FC Schalke 04        |
| Hans Cieslarczyk        | 3. května 1937     | 10. června 2020 (ve věku 83 let)    | SV Sodingen          |
| Alfred Kelbassa         | 21. dubna 1925     | 11. srpna 1988 (ve věku 63 let)     | Borussia Dortmund    |
| Hans Sturm              | 3. září 1935       | 24. července 2007 (ve věku 71 let)  | 1. FC Köln           |

- Hráči Günter Sawitzki, Hermann Nuber, Rudi Hoffmann a Wolfgang Peters necestovali do Švédska.

### Severní Irsko
Hlavní trenér: Peter Doherty

| Jméno                | Datum narození     | Datum úmrtí                        | Klub              |
| Brankáři             | Brankáři           | Brankáři                           | Brankáři          |
| -------------------- | ------------------ | ---------------------------------- | ----------------- |
| Harry Gregg          | 27. října 1932     | 16. února 2020 (ve věku 87 let)    | Manchester United |
| Norman Uprichard     | 20. dubna 1928     | 31. ledna 2011 (ve věku 82 let)    | Portsmouth        |
| Roy Rea *            | 28. listopadu 1934 | 5. dubna 2005 (ve věku 70 let)     | Glenavon          |
| Obránci              |                    |                                    |                   |
| Willie Cunningham    | 20. února 1930     | 31. srpna 2007 (ve věku 77 let)    | Leicester City    |
| Alf McMichael        | 1. října 1927      | 7. ledna 2006 (ve věku 78 let)     | Newcastle United  |
| Dick Keith           | 15. května 1933    | 28. února 1967 (ve věku 33 let)    | Newcastle United  |
| Len Graham *         | 17. října 1925     | 30. září 2007 (ve věku 81 let)     | Doncaster Rovers  |
| Tommy Hamill *       | 4. března 1929     | 28. března 1996 (ve věku 67 let)   | Linfield          |
| Záložníci            |                    |                                    |                   |
| Danny Blanchflower – | 10. února 1926     | 9. prosince 1993 (ve věku 67 let)  | Tottenham Hotspur |
| Bertie Peacock       | 29. září 1928      | 22. července 2004 (ve věku 75 let) | Celtic FC         |
| Sammy Chapman        | 16. února 1938     | 24. července 2019 (ve věku 81 let) | Portsmouth        |
| Útočníci             |                    |                                    |                   |
| Billy Bingham        | 5. srpna 1931      | 9. června 2022 (ve věku 90 let)    | Sunderland        |
| Wilbur Cush          | 10. června 1928    | 28. července 1981 (ve věku 53 let) | Leeds United      |
| Billy Simpson        | 12. prosince 1929  | 27. ledna 2017 (ve věku 87 let)    | Rangers           |
| Jimmy McIlroy        | 25. října 1931     | 20. srpna 2018 (ve věku 86 let)    | Burnley           |
| Peter McParland      | 25. dubna 1934     | 4. května 2025 (ve věku 91 let)    | Aston Villa       |
| Tommy Casey          | 11. března 1930    | 13. ledna 2009 (ve věku 78 let)    | Newcastle United  |
| Jackie Scott         | 22. prosince 1933  | 15. června 1978 (ve věku 44 let)   | Grimsby Town      |
| Sammy McCrory        | 11. října 1924     | 4. května 2011 (ve věku 86 let)    | Southend United   |
| Derek Dougan         | 20. ledna 1938     | 24. června 2007 (ve věku 69 let)   | Portsmouth        |
| Fay Coyle            | 1. dubna 1933      | 30. března 2007 (ve věku 73 let)   | Nottingham Forest |
| Bobby Trainor *      | 25. dubna 1934     | 14. září 2020 (ve věku 86 let)     | Coleraine         |

- Hráči Roy Rea, Len Graham, Tommy Hamill a Bobby Trainor necestovali do Švédska.

### Československo
Hlavní trenér: Karel Kolský

| Jméno              | Datum narození     | Datum úmrtí                        | Klub                   |
| Brankáři           | Brankáři           | Brankáři                           | Brankáři               |
| ------------------ | ------------------ | ---------------------------------- | ---------------------- |
| Viliam Schrojf     | 2. srpna 1931      | 1. září 2007 (ve věku 76 let)      | Slovan Bratislava      |
| Imrich Stacho      | 4. listopadu 1931  | 10. ledna 2006 (ve věku 74 let)    | Spartak Trnava         |
| Břetislav Dolejší  | 26. září 1928      | 28. října 2010 (ve věku 82 let)    | Dynamo Praha           |
| Obránci            |                    |                                    |                        |
| Gustáv Mráz        | 11. září 1934      | 2. června 2025 (ve věku 90 let)    | ČH Bratislava          |
| Ladislav Novák –   | 5. prosince 1931   | 21. března 2011 (ve věku 79 let)   | Dukla Praha            |
| Svatopluk Pluskal  | 28. října 1930     | 29. května 2005 (ve věku 74 let)   | Dukla Praha            |
| Ján Popluhár       | 12. září 1935      | 6. března 2011 (ve věku 75 let)    | Slovan Bratislava      |
| Titus Buberník     | 12. října 1933     | 27. března 2022 (ve věku 88 let)   | ČH Bratislava          |
| František Šafránek | 2. ledna 1931      | 27. června 1987 (ve věku 56 let)   | Dukla Praha            |
| Záložníci          |                    |                                    |                        |
| Jiří Čadek         | 7. prosince 1935   | 20. prosince 2021 (ve věku 86 let) | Dukla Praha            |
| Josef Masopust     | 9. února 1931      | 29. června 2015 (ve věku 84 let)   | Dukla Praha            |
| Adolf Scherer      | 5. května 1938     | 22. července 2023 (ve věku 85 let) | ČH Bratislava          |
| Anton Moravčík     | 3. června 1931     | 12. prosince 1996 (ve věku 65 let) | Slovan Bratislava      |
| Útočníci           |                    |                                    |                        |
| Kazimír Gajdoš     | 28. března 1934    | 8. listopadu 2016 (ve věku 82 let) | ČH Bratislava          |
| Milan Dvořák       | 19. listopadu 1934 | 21. července 2022 (ve věku 87 let) | Dukla Praha            |
| Pavol Molnár       | 13. února 1936     | 6. listopadu 2021 (ve věku 85 let) | ČH Bratislava          |
| Jaroslav Borovička | 26. listopadu 1931 | 29. prosince 1992 (ve věku 61 let) | Dukla Praha            |
| Tadeáš Kraus       | 22. října 1932     | 30. října 2018 (ve věku 86 let)    | Spartak Praha Sokolovo |
| Zdeněk Zikán       | 10. listopadu 1937 | 14. února 2013 (ve věku 75 let)    | Dukla Pardubice        |
| Václav Hovorka     | 19. září 1931      | 14. října 1996 (ve věku 65 let)    | Dynamo Praha           |
| Jiří Feureisl      | 3. října 1931      | 12. května 2021 (ve věku 89 let)   | Slavia Karlovy Vary    |
| Jan Hertl          | 23. ledna 1929     | 14. května 1996 (ve věku 67 let)   | Spartak Praha Sokolovo |

### Argentina
Hlavní trenér: Guillermo Stábile

| Jméno                   | Datum narození    | Datum úmrtí                         | Klub                      |
| Brankáři                | Brankáři          | Brankáři                            | Brankáři                  |
| ----------------------- | ----------------- | ----------------------------------- | ------------------------- |
| Amadeo Carrizo          | 12. června 1926   | 20. března 2020 (ve věku 93 let)    | CA River Plate            |
| Julio Musimessi         | 9. července 1924  | 27. srpna 1997 (ve věku 73 let)     | CA Boca Juniors           |
| Obránci                 |                   |                                     |                           |
| Federico Vairo          | 27. ledna 1930    | 7. prosince 2010 (ve věku 80 let)   | CA River Plate            |
| Juan Francisco Lombardo | 11. června 1925   | 24. května 2012 (ve věku 86 let)    | CA Boca Juniors           |
| Néstor Rossi            | 10. května 1925   | 13. června 2007 (ve věku 82 let)    | CA River Plate            |
| Alfredo Pérez           | 10. dubna 1929    | 23. srpna 1994 (ve věku 65 let)     | CA River Plate            |
| Federico Edwards        | 25. ledna 1931    | 13. listopadu 2016 (ve věku 85 let) | CA Boca Juniors           |
| David Acevedo           | 20. února 1937    |                                     | CA Independiente          |
| José Ramos Delgado      | 25. srpna 1935    | 3. prosince 2010 (ve věku 75 let)   | CA Lanús                  |
| Záložníci               |                   |                                     |                           |
| Pedro Dellacha –        | 9. února 1926     | 31. července 2010 (ve věku 84 let)  | Racing Club               |
| José Varacka            | 27. května 1932   | 22. října 2018 (ve věku 86 let)     | CA Independiente          |
| Eliseo Mouriño          | 3. června 1927    | 3. dubna 1961 (ve věku 33 let)      | CA Boca Juniors           |
| Útočníci                |                   |                                     |                           |
| Oreste Corbatta         | 11. března 1936   | 6. listopadu 1991 (ve věku 55 let)  | Racing Club               |
| Eliseo Prado            | 17. září 1929     | 10. února 2016 (ve věku 86 let)     | CA River Plate            |
| Norberto Menéndez       | 14. prosince 1936 | 26. května 1994 (ve věku 57 let)    | CA River Plate            |
| Alfredo Rojas           | 20. února 1937    | 16. června 2023 (ve věku 86 let)    | CA Lanús                  |
| Ángel Labruna           | 28. září 1918     | 20. září 1983 (ve věku 64 let)      | CA River Plate            |
| Norberto Boggio         | 11. srpna 1931    | 20. prosince 2021 (ve věku 90 let)  | CA San Lorenzo de Almagro |
| Ludovico Avio           | 6. října 1932     | 23. června 1996 (ve věku 63 let)    | CA Vélez Sarsfield        |
| Ricardo Infante         | 21. června 1924   | 14. prosince 2008 (ve věku 84 let)  | Estudiantes de La Plata   |
| José Sanfilippo         | 4. května 1935    |                                     | CA San Lorenzo de Almagro |
| Osvaldo Héctor Cruz     | 29. května 1931   | 20. března 2023 (ve věku 91 let)    | CA Independiente          |

## Skupina 2

### Francie
Hlavní trenér: Albert Batteux

| Jméno               | Datum narození     | Datum úmrtí                         | Klub                     |
| Brankáři            | Brankáři           | Brankáři                            | Brankáři                 |
| ------------------- | ------------------ | ----------------------------------- | ------------------------ |
| Claude Abbes        | 24. května 1927    | 11. dubna 2008 (ve věku 80 let)     | AS Saint-Étienne         |
| Dominique Colonna   | 4. září 1928       | 12. září 2023 (ve věku 95 let)      | Stade Reims              |
| François Remetter   | 8. srpna 1928      | 2. října 2022 (ve věku 94 let)      | FC Girondins de Bordeaux |
| Obránci             |                    |                                     |                          |
| Raymond Kaelbel     | 31. ledna 1932     | 17. dubna 2007 (ve věku 75 let)     | AS Monaco FC             |
| André Lerond        | 6. prosince 1930   | 8. dubna 2018 (ve věku 87 let)      | Olympique Lyon           |
| Roger Marche –      | 5. března 1924     | 1. listopadu 1997 (ve věku 73 let)  | Racing Paříž             |
| Robert Mouynet      | 25. března 1930    |                                     | Olympique Lyon           |
| Armand Penverne     | 26. listopadu 1926 | 27. února 2012 (ve věku 85 let)     | Stade Reims              |
| Záložníci           |                    |                                     |                          |
| Bernard Chiarelli   | 24. února 1934     | 17. listopadu 2024 (ve věku 90 let) | Valenciennes FC          |
| Kazimir Hnatow      | 9. ledna 1929      | 16. prosince 2010 (ve věku 81 let)  | Angers SCO               |
| Robert Jonquet      | 3. května 1925     | 18. prosince 2008 (ve věku 83 let)  | Stade Reims              |
| Maurice Lafont      | 13. září 1927      | 4. srpna 2005 (ve věku 77 let)      | Nîmes Olympique          |
| Jean-Jacques Marcel | 13. června 1931    | 3. října 2014 (ve věku 83 let)      | Olympique Marseille      |
| Raymond Bellot      | 9. června 1929     | 24. února 2019 (ve věku 89 let)     | AS Monaco FC             |
| Raymond Kopa        | 13. října 1931     | 3. března 2017 (ve věku 85 let)     | Real Madrid              |
| Célestin Oliver     | 12. července 1930  | 5. června 2011 (ve věku 80 let)     | UA Sedan-Torcy           |
| Útočníci            |                    |                                     |                          |
| Stéphane Bruey      | 11. prosince 1932  | 31. srpna 2005 (ve věku 72 let)     | Angers SCO               |
| Yvon Douis          | 16. května 1935    | 28. ledna 2021 (ve věku 85 let)     | Lille OSC                |
| Just Fontaine       | 18. srpna 1933     | 1. března 2023 (ve věku 89 let)     | Stade Reims              |
| Roger Piantoni      | 26. prosince 1931  | 26. května 2018 (ve věku 86 let)    | Stade Reims              |
| Jean Vincent        | 29. listopadu 1930 | 13. srpna 2013 (ve věku 82 let)     | Stade Reims              |
| Maryan Wisniewski   | 1. února 1937      | 4. března 2022 (ve věku 85 let)     | RC Lens                  |

### Jugoslávie
Hlavní trenér: Aleksandar Tirnanić

| Jméno                | Datum narození     | Datum úmrtí                         | Klub                   |
| Brankáři             | Brankáři           | Brankáři                            | Brankáři               |
| -------------------- | ------------------ | ----------------------------------- | ---------------------- |
| Vladimir Beara       | 2. listopadu 1928  | 11. srpna 2014 (ve věku 85 let)     | Crvena zvezda Bělehrad |
| Srboljub Krivokuća   | 14. března 1928    | 22. prosince 2002 (ve věku 74 let)  | Vojvodina Novi Sad     |
| Gordan Irović        | 2. července 1934   | 26. května 1995 (ve věku 60 let)    | Dinamo Záhřeb          |
| Obránci              |                    |                                     |                        |
| Vasilije Šijaković   | 2. srpna 1929      | 10. listopadu 2003 (ve věku 74 let) | OFK Bělehrad           |
| Novak Tomić          | 7. ledna 1936      | 23. července 2003 (ve věku 67 let)  | Crvena zvezda Bělehrad |
| Branko Zebec –       | 17. května 1929    | 26. září 1988 (ve věku 59 let)      | Partizan Bělehrad      |
| Vladica Popović      | 17. března 1935    | 10. srpna 2020 (ve věku 85 let)     | Crvena zvezda Bělehrad |
| Milorad Milutinović  | 10. března 1935    | 12. července 2015 (ve věku 80 let)  | Partizan Bělehrad      |
| Nikola Radović       | 20. října 1932     | 28. ledna 1991 (ve věku 58 let)     | Crvena zvezda Bělehrad |
| Záložníci            |                    |                                     |                        |
| Tomislav Crnković    | 17. června 1929    | 17. ledna 2009 (ve věku 79 let)     | Dinamo Záhřeb          |
| Dobrosav Krstić      | 5. února 1934      | 3. května 2015 (ve věku 81 let)     | Vojvodina Novi Sad     |
| Vujadin Boškov       | 16. května 1931    | 27. dubna 2014 (ve věku 82 let)     | Vojvodina Novi Sad     |
| Ivan Šantek          | 23. dubna 1932     | 14. dubna 2015 (ve věku 82 let)     | Dinamo Záhřeb          |
| Dragoslav Šekularac  | 30. listopadu 1937 | 1. května 2019 (ve věku 81 let)     | Crvena zvezda Bělehrad |
| Zdravko Rajkov       | 5. prosince 1927   | 30. července 2006 (ve věku 78 let)  | Vojvodina Novi Sad     |
| Útočníci             |                    |                                     |                        |
| Miloš Milutinović    | 5. února 1933      | 28. ledna 2003 (ve věku 69 let)     | Partizan Bělehrad      |
| Aleksandar Petaković | 6. února 1930      | 12. dubna 2011 (ve věku 81 let)     | Radnički Bělehrad      |
| Todor Veselinović    | 22. října 1930     | 17. května 2017 (ve věku 86 let)    | Vojvodina Novi Sad     |
| Ilijas Pašić         | 10. května 1934    | 2. února 2015 (ve věku 80 let)      | Željezničar Sarajevo   |
| Luka Lipošinović     | 12. května 1932    | 26. září 1992 (ve věku 60 let)      | Dinamo Záhřeb          |
| Radivoje Ognjanović  | 1. července 1933   | 30. srpna 2011 (ve věku 78 let)     | Radnički Bělehrad      |
| Dražan Jerković      | 6. srpna 1936      | 9. prosince 2008 (ve věku 72 let)   | Dinamo Záhřeb          |

### Paraguay
Hlavní trenér: Aurelio González

| Jméno                  | Datum narození    | Datum úmrtí                         | Klub             |
| Brankáři               | Brankáři          | Brankáři                            | Brankáři         |
| ---------------------- | ----------------- | ----------------------------------- | ---------------- |
| Ramón Mayeregger       | 5. března 1936    |                                     | Club Nacional    |
| Samuel Aguilar         | 16. března 1933   | 12. května 2013 (ve věku 80 let)    | Club Libertad    |
| Obránci                |                   |                                     |                  |
| Edelmiro Arévalo       | 7. ledna 1929     | 3. ledna 2008 (ve věku 78 let)      | Club Olimpia     |
| Ignacio Achúcarro      | 31. července 1936 | 14. srpna 2021 (ve věku 85 let)     | Club Olimpia     |
| Eligio Echagüe         | 31. prosince 1938 | 6. prosince 2009 (ve věku 70 let)   | Club Olimpia     |
| Luis Gini              | 31. října 1935    |                                     | Sol de América   |
| Darío Segovia          | 18. března 1932   | 20. ledna 1994 (ve věku 61 let)     | Sol de América   |
| Agustín Miranda        | 1. ledna 1930     |                                     | Cerro Porteño    |
| Záložníci              |                   |                                     |                  |
| Juan Vicente Lezcano   | 5. dubna 1937     | 6. února 2012 (ve věku 74 let)      | Club Olimpia     |
| Salvador Villalba      | 29. srpna 1924    | 26. prosince 2021 (ve věku 97 let)  | Club Libertad    |
| Luis Santos Silva      |                   |                                     | Cerro Porteño    |
| Útočníci               |                   |                                     |                  |
| Juan Bautista Agüero – | 24. června 1935   | 27. prosince 2018 (ve věku 83 let)  | Club Olimpia     |
| José Parodi            | 30. srpna 1932    | 22. srpna 2006 (ve věku 73 let)     | Club Olimpia     |
| Jorge Lino Romero      | 23. září 1937     |                                     | Sol de América   |
| Óscar Aguilera         | 11. března 1935   | 1979                                | Club Olimpia     |
| Florencio Amarilla     | 3. ledna 1935     | 25. srpna 2012 (ve věku 77 let)     | Club Nacional    |
| Claudio Lezcano        | 3. dubna 1934     | 29. srpna 1999 (ve věku 65 let)     | Club Olimpia     |
| Gilberto Penayo        | 3. dubna 1933     | 27. října 2020 (ve věku 87 let)     | Sol de América   |
| Eliseo Insfrán         | 27. října 1935    | 17. srpna 2020 (ve věku 84 let)     | Club Guaraní     |
| José Aveiro            | 18. července 1936 | 19. října 2024 (ve věku 88 let)     | Sportivo Luqueno |
| Cayetano Ré            | 7. února 1938     | 26. listopadu 2013 (ve věku 75 let) | Cerro Porteño    |
| Eligio Insfrán         | 27. října 1935    |                                     | Club Guaraní     |

### Skotsko
Hlavní trenér: Dawson Walker

| Jméno            | Datum narození     | Datum úmrtí                         | Klub                   |
| Brankáři         | Brankáři           | Brankáři                            | Brankáři               |
| ---------------- | ------------------ | ----------------------------------- | ---------------------- |
| Tommy Younger –  | 10. dubna 1930     | 13. ledna 1984 (ve věku 53 let)     | Liverpool              |
| Bill Brown       | 8. října 1931      | 30. listopadu 2004 (ve věku 73 let) | Dundee FC              |
| Obránci          |                    |                                     |                        |
| Tommy Docherty   | 24. srpna 1928     | 31. prosince 2020 (ve věku 92 let)  | Preston North End FC   |
| Alex Parker      | 2. srpna 1935      | 7. ledna 2010 (ve věku 74 let)      | Everton                |
| Eric Caldow      | 14. května 1934    | 4. března 2019 (ve věku 84 let)     | Rangers                |
| John Hewie       | 13. prosince 1927  | 11. května 2015 (ve věku 87 let)    | Charlton Athletic      |
| Ian McColl       | 7. června 1927     | 25. října 2008 (ve věku 81 let)     | Rangers                |
| Sammy Baird      | 13. května 1930    | 21. dubna 2010 (ve věku 79 let)     | Rangers                |
| Graham Leggat    | 20. června 1934    | 29. srpna 2015 (ve věku 81 let)     | Aberdeen               |
| Záložníci        |                    |                                     |                        |
| Harry Haddock    | 26. července 1925  | 18. prosince 1998 (ve věku 73 let)  | Clyde FC               |
| Bobby Evans      | 16. července 1927  | 1. září 2001 (ve věku 74 let)       | Celtic FC              |
| Doug Cowie       | 1. května 1926     | 26. listopadu 2021 (ve věku 95 let) | Dundee FC              |
| Jackie Mudie     | 10. dubna 1930     | 2. března 1992 (ve věku 61 let)     | Blackpool              |
| Dave Mackay      | 14. listopadu 1934 | 2. března 2015 (ve věku 80 let)     | Heart of Midlothian FC |
| Bobby Collins    | 16. února 1931     | 13. ledna 2014 (ve věku 82 let)     | Celtic FC              |
| Stewart Imlach   | 6. ledna 1932      | 7. října 2001 (ve věku 69 let)      | Nottingham Forest      |
| Útočníci         |                    |                                     |                        |
| Eddie Turnbull   | 12. dubna 1923     | 30. dubna 2011 (ve věku 88 let)     | Hibernian FC           |
| Alex Scott       | 22. listopadu 1937 | 13. září 2001 (ve věku 63 let)      | Rangers                |
| Jimmy Murray     | 4. února 1933      | 10. července 2015 (ve věku 82 let)  | Heart of Midlothian FC |
| John Coyle       | 28. září 1932      | 14. května 2016 (ve věku 83 let)    | Clyde FC               |
| Archie Robertson | 15. září 1929      | 28. ledna 1978 (ve věku 48 let)     | Clyde FC               |
| Willie Fernie    | 22. listopadu 1928 | 1. června 2011 (ve věku 82 let)     | Celtic FC              |

## Skupina 3

### Švédsko
Hlavní trenér: George Raynor

| Jméno              | Datum narození     | Datum úmrtí                         | Klub                   |
| Brankáři           | Brankáři           | Brankáři                            | Brankáři               |
| ------------------ | ------------------ | ----------------------------------- | ---------------------- |
| Kalle Svensson     | 11. listopadu 1925 | 15. července 2000 (ve věku 74 let)  | Helsingborgs IF        |
| Tore Svensson      | 6. prosince 1927   | 26. dubna 2002 (ve věku 74 let)     | Malmö FF               |
| Ingemar Haraldsson | 3. února 1928      | 19. března 2004 (ve věku 76 let)    | IF Elfsborg            |
| Obránci            |                    |                                     |                        |
| Orvar Bergmark     | 16. listopadu 1930 | 10. května 2004 (ve věku 73 let)    | Örebro SK              |
| Sven Axbom         | 15. října 1926     | 15. dubna 2006 (ve věku 79 let)     | IFK Norrköping         |
| Prawitz Öberg      | 16. listopadu 1930 | 4. listopadu 1995 (ve věku 64 let)  | Malmö FF               |
| Záložníci          |                    |                                     |                        |
| Nils Liedholm –    | 8. října 1922      | 5. listopadu 2007 (ve věku 85 let)  | AC Milán               |
| Åke Johansson      | 19. března 1928    | 21. prosince 2014 (ve věku 86 let)  | IFK Norrköping         |
| Sigvard Parling    | 26. března 1930    | 17. září 2016 (ve věku 86 let)      | Djurgårdens IF Fotboll |
| Bengt Gustavsson   | 15. ledna 1928     | 16. února 2017 (ve věku 89 let)     | Atalanta BC            |
| Reino Börjesson    | 4. února 1929      | 21. října 2023 (ve věku 94 let)     | Norrby IF              |
| Olle Håkansson     | 22. února 1927     | 11. února 2001 (ve věku 73 let)     | IFK Norrköping         |
| Útočníci           |                    |                                     |                        |
| Kurt Hamrin        | 19. listopadu 1934 | 4. února 2024 (ve věku 89 let)      | Calcio Padova          |
| Gunnar Gren        | 31. října 1920     | 10. listopadu 1991 (ve věku 71 let) | Örgryte IS             |
| Agne Simonsson     | 19. října 1935     | 22. září 2020 (ve věku 84 let)      | Örgryte IS             |
| Arne Selmosson     | 29. března 1931    | 19. února 2002 (ve věku 70 let)     | SS Lazio               |
| Lennart Skoglund   | 24. prosince 1929  | 8. července 1975 (ve věku 45 let)   | Inter Milán            |
| Gösta Löfgren      | 29. srpna 1923     | 5. září 2006 (ve věku 83 let)       | Motala AIF             |
| Henry Källgren     | 13. března 1931    | 21. ledna 2005 (ve věku 73 let)     | IFK Norrköping         |
| Bror Mellberg      | 9. prosince 1923   | 8. září 2004 (ve věku 80 let)       | AIK Stockholm          |
| Bengt Berndtsson   | 26. ledna 1933     | 4. června 2015 (ve věku 82 let)     | IFK Göteborg           |
| Ove Olsson         | 19. srpna 1938     |                                     | IFK Göteborg           |

### Wales
Hlavní trenér: Jimmy Murphy

| Jméno             | Datum narození     | Datum úmrtí                         | Klub                    |
| Brankáři          | Brankáři           | Brankáři                            | Brankáři                |
| ----------------- | ------------------ | ----------------------------------- | ----------------------- |
| Jack Kelsey       | 19. listopadu 1929 | 18. března 1992 (ve věku 62 let)    | Arsenal FC              |
| Ken Jones         | 2. ledna 1936      | 2. srpna 2015 (ve věku 79 let)      | Cardiff City FC         |
| Graham Vearncombe | 28. března 1934    | 30. listopadu 1992 (ve věku 58 let) | Cardiff City FC         |
| Obránci           |                    |                                     |                         |
| Stuart Williams   | 9. července 1930   | 5. listopadu 2013 (ve věku 83 let)  | West Bromwich Albion FC |
| Mel Hopkins       | 7. listopadu 1934  | 18. října 2010 (ve věku 75 let)     | Tottenham Hotspur FC    |
| Derrick Sullivan  | 10. srpna 1930     | 31. srpna 1983 (ve věku 53 let)     | Cardiff City FC         |
| Trevor Edwards    | 24. ledna 1937     | 30. května 2024 (ve věku 87 let)    | Charlton Athletic FC    |
| Colin Baker       | 18. prosince 1934  | 11. dubna 2021 (ve věku 86 let)     | Cardiff City FC         |
| Záložníci         |                    |                                     |                         |
| Mel Charles       | 14. května 1935    | 24. září 2016 (ve věku 81 let)      | Swansea City AFC        |
| Dave Bowen –      | 7. června 1928     | 25. září 1995 (ve věku 67 let)      | Arsenal FC              |
| Vic Crowe         | 31. ledna 1932     | 21. ledna 2009 (ve věku 76 let)     | Aston Villa FC          |
| John Elsworthy    | 26. července 1931  | 3. května 2009 (ve věku 77 let)     | Ipswich Town FC         |
| Len Allchurch     | 12. září 1933      | 16. listopadu 2016 (ve věku 83 let) | Swansea City AFC        |
| George Baker      | 6. dubna 1934      |                                     | Plymouth Argyle FC      |
| Útočníci          |                    |                                     |                         |
| Terry Medwin      | 25. září 1932      | 1. května 2024 (ve věku 91 let)     | Tottenham Hotspur FC    |
| Ron Hewitt        | 21. června 1928    | 23. září 2001 (ve věku 73 let)      | Cardiff City FC         |
| John Charles      | 27. prosince 1931  | 21. února 2004 (ve věku 72 let)     | Juventus FC             |
| Ivor Allchurch    | 16. října 1929     | 10. července 1997 (ve věku 67 let)  | Swansea City AFC        |
| Cliff Jones       | 7. února 1935      |                                     | Tottenham Hotspur FC    |
| Ken Leek          | 26. července 1935  | 19. listopadu 2007 (ve věku 72 let) | Leicester City FC       |
| Roy Vernon        | 14. dubna 1937     | 4. prosince 1993 (ve věku 56 let)   | Blackburn Rovers FC     |
| Colin Webster     | 17. července 1932  | 1. března 2001 (ve věku 68 let)     | Manchester United FC    |

### Maďarsko
Hlavní trenér: Lajos Baróti

| Jméno               | Datum narození     | Datum úmrtí                        | Klub                  |
| Brankáři            | Brankáři           | Brankáři                           | Brankáři              |
| ------------------- | ------------------ | ---------------------------------- | --------------------- |
| Gyula Grosics       | 4. února 1926      | 13. června 2014 (ve věku 88 let)   | Tatabányai Bányász SE |
| István Ilku         | 6. března 1933     | 17. dubna 2005 (ve věku 72 let)    | Dorogi Bányász        |
| Obránci             |                    |                                    |                       |
| Sándor Mátrai       | 20. listopadu 1932 | 30. května 2002 (ve věku 69 let)   | Ferencvárosi TC       |
| Ferenc Sipos        | 13. prosince 1932  | 17. března 1997 (ve věku 64 let)   | MTK Budapešť          |
| László Sárosi       | 27. února 1932     | 2. dubna 2016 (ve věku 84 let)     | Vasas SC              |
| József Bozsik       | 28. listopadu 1925 | 31. května 1978 (ve věku 52 let)   | Budapest Honvéd FC    |
| Béla Kárpáti        | 30. září 1929      | 31. prosince 2003 (ve věku 74 let) | Vasas SC              |
| Oszkár Szigeti      | 10. září 1933      | 6. května 1983 (ve věku 49 let)    | Diósgyőri VTK         |
| Záložníci           |                    |                                    |                       |
| Pál Berendi         | 30. listopadu 1932 | 4. září 2019 (ve věku 86 let)      | Vasas SC              |
| László Budai        | 19. července 1928  | 2. července 1983 (ve věku 54 let)  | Budapest Honvéd FC    |
| Antal Kotász        | 1. září 1929       | 6. července 2003 (ve věku 73 let)  | Budapest Honvéd FC    |
| Útočníci            |                    |                                    |                       |
| Lajos Tichy         | 21. března 1935    | 6. ledna 1999 (ve věku 63 let)     | Budapest Honvéd FC    |
| Nándor Hidegkuti –  | 3. března 1922     | 14. února 2002 (ve věku 79 let)    | MTK Budapešť          |
| Dezső Bundzsák      | 3. května 1928     | 1. října 2010 (ve věku 82 let)     | Vasas SC              |
| Károly Sándor       | 29. listopadu 1928 | 10. září 2014 (ve věku 85 let)     | MTK Budapešť          |
| Ferenc Szojka       | 7. dubna 1931      | 17. září 2011 (ve věku 80 let)     | Salgótarjáni BTC      |
| László Lachos       | 17. ledna 1933     | 20. září 2004 (ve věku 71 let)     | Tatabányai Bányász SE |
| Mihály Vasas        | 14. září 1933      |                                    | Salgótarjáni BTC      |
| Tivadar Monostori   | 24. srpna 1936     | 18. března 2014 (ve věku 77 let)   | Dorogi Bányász        |
| Zoltán Friedmanszky | 22. října 1934     | 31. března 2022 (ve věku 87 let)   | Ferencvárosi TC       |
| József Bencsics     | 6. srpna 1933      | 13. července 1995 (ve věku 61 let) | Újpesti Dózsa         |
| Máté Fenyvesi       | 19. září 1933      | 17. února 2022 (ve věku 88 let)    | Ferencvárosi TC       |

### Mexiko
Hlavní trenér:  Antonio López Herranz

| Jméno                       | Datum narození     | Datum úmrtí                         | Klub           |
| Brankáři                    | Brankáři           | Brankáři                            | Brankáři       |
| --------------------------- | ------------------ | ----------------------------------- | -------------- |
| Antonio Carbajal –          | 7. června 1929     | 9. května 2023 (ve věku 93 let)     | Club León      |
| Manuel Camacho              | 29. dubna 1929     | 24. září 2008 (ve věku 79 let)      | Club Toluca    |
| Jaime Gómez                 | 29. prosince 1929  | 4. května 2008 (ve věku 78 let)     | CD Guadalajara |
| Obránci                     |                    |                                     |                |
| Jesús del Muro              | 30. listopadu 1937 | 2. října 2022 (ve věku 84 let)      | Atlas FC       |
| José Villegas               | 20. června 1934    | 24. prosince 2021 (ve věku 87 let)  | CD Guadalajara |
| Alfonso Portugal            | 21. ledna 1934     | 12. června 2016 (ve věku 82 let)    | Club Necaxa    |
| José Antonio Roca           | 24. května 1928    | 4. května 2007 (ve věku 78 let)     | CD Zacatepec   |
| Raúl Cárdenas               | 30. října 1928     | 26. března 2016 (ve věku 87 let)    | CD Zacatepec   |
| Jaime Belmonte              | 8. října 1934      | 21. ledna 2009 (ve věku 74 let)     | CD Cuautla     |
| Záložníci                   |                    |                                     |                |
| Jorge Romo                  | 20. dubna 1934     | 17. června 2014 (ve věku 80 let)    | Club Toluca    |
| Francisco Flores            | 12. února 1926     | 13. listopadu 1986 (ve věku 60 let) | CD Guadalajara |
| Alfredo Hernández           | 18. června 1935    |                                     | Club León      |
| Guillermo Sepúlveda         | 29. listopadu 1934 | 19. května 2021 (ve věku 86 let)    | CD Guadalajara |
| Jaime Salazar               | 6. února 1931      | 14. března 2011 (ve věku 80 let)    | Club Necaxa    |
| Útočníci                    |                    |                                     |                |
| Salvador Reyes              | 20. září 1936      | 29. prosince 2012 (ve věku 76 let)  | CD Guadalajara |
| Carlos Calderón de la Barca | 2. října 1934      | 15. září 2012 (ve věku 77 let)      | Atlante FC     |
| Crescencio Gutiérrez        | 26. října 1933     | 21. července 2025 (ve věku 91 let)  | CD Guadalajara |
| Enrique Sesma               | 22. dubna 1927     |                                     | Club Toluca    |
| Miguel Gutiérrez            | 7. května 1931     | 1. února 2016 (ve věku 84 let)      | Atlas FC       |
| Carlos Blanco               | 5. března 1928     | 9. ledna 2011 (ve věku 82 let)      | Club Toluca    |
| Ligorio López               | 18. srpna 1928     | 31. srpna 1993 (ve věku 65 let)     | Club Irapuato  |
| Carlos González             | 12. dubna 1935     | 7. července 2017 (ve věku 82 let)   | Atlas FC       |

## Skupina 4

### Brazílie
Hlavní trenér: Vicente Feola

| Jméno                | Datum narození     | Datum úmrtí                         | Klub          |
| Brankáři             | Brankáři           | Brankáři                            | Brankáři      |
| -------------------- | ------------------ | ----------------------------------- | ------------- |
| Carlos José Castilho | 27. listopadu 1927 | 2. února 1987 (ve věku 59 let)      | Fluminense FC |
| Gilmar               | 22. srpna 1930     | 25. srpna 2013 (ve věku 83 let)     | Corinthians   |
| Obránci              |                    |                                     |               |
| Hilderaldo Bellini – | 7. června 1930     | 20. března 2014 (ve věku 83 let)    | Vasco da Gama |
| Djalma Santos        | 27. února 1929     | 23. července 2013 (ve věku 84 let)  | Portuguesa    |
| Nílton Santos        | 16. května 1925    | 27. listopadu 2013 (ve věku 88 let) | Botafogo      |
| De Sordi             | 14. února 1931     | 24. srpna 2013 (ve věku 82 let)     | São Paulo     |
| Orlando              | 20. září 1935      | 10. února 2010 (ve věku 74 let)     | Vasco da Gama |
| Mauro Ramos          | 30. srpna 1930     | 18. září 2002 (ve věku 72 let)      | São Paulo     |
| Záložníci            |                    |                                     |               |
| Dino Sani            | 23. května 1932    |                                     | São Paulo     |
| Didi                 | 8. října 1928      | 12. května 2001 (ve věku 72 let)    | Botafogo      |
| Oreco                | 13. června 1932    | 3. dubna 1985 (ve věku 52 let)      | Corinthians   |
| Zózimo               | 19. června 1932    | 17. července 1977 (ve věku 45 let)  | Bangu         |
| Moacir               | 18. května 1936    |                                     | Flamengo      |
| Zito                 | 18. srpna 1932     | 14. června 2015 (ve věku 82 let)    | Santos        |
| Útočníci             |                    |                                     |               |
| Mário Zagallo        | 9. srpna 1931      | 5. ledna 2024 (ve věku 92 let)      | Flamengo      |
| Pelé                 | 23. října 1940     | 29. prosince 2022 (ve věku 82 let)  | Santos        |
| Garrincha            | 28. října 1933     | 20. ledna 1983 (ve věku 49 let)     | Botafogo      |
| Joel Antônio Martins | 23. listopadu 1931 | 1. ledna 2003 (ve věku 71 let)      | Flamengo      |
| Mazzola              | 24. července 1938  |                                     | Palmeiras     |
| Vavá                 | 12. listopadu 1934 | 19. ledna 2002 (ve věku 67 let)     | Vasco da Gama |
| Dida                 | 26. března 1934    | 17. září 2002 (ve věku 68 let)      | Flamengo      |
| Pepe                 | 25. února 1935     |                                     | Santos        |

### Sovětský svaz
Hlavní trenér: Gavriil Kačalin

| Jméno                 | Datum narození     | Datum úmrtí                         | Klub              |
| Brankáři              | Brankáři           | Brankáři                            | Brankáři          |
| --------------------- | ------------------ | ----------------------------------- | ----------------- |
| Lev Jašin             | 22. října 1929     | 20. března 1990 (ve věku 60 let)    | Dynamo Moskva     |
| Vladimir Maslačenko   | 5. března 1936     | 28. listopadu 2009 (ve věku 73 let) | Lokomotiv Moskva  |
| Vladimir Beljajev     | 15. září 1933      | 23. ledna 2001 (ve věku 67 let)     | Dynamo Moskva     |
| Obránci               |                    |                                     |                   |
| Vladimir Kesarev      | 26. února 1930     | 19. ledna 2015 (ve věku 84 let)     | Dynamo Moskva     |
| Jurij Vojnov          | 29. listopadu 1931 | 22. dubna 2003 (ve věku 71 let)     | FK Dynamo Kyjev   |
| Leonid Ostrovskij     | 17. ledna 1936     | 17. dubna 2001 (ve věku 65 let)     | FK Torpedo Moskva |
| Anatolij Masljonkin   | 29. června 1930    | 16. května 1988 (ve věku 57 let)    | Spartak Moskva    |
| Vladimir Jerochin     | 10. dubna 1930     | 6. října 1996 (ve věku 66 let)      | FK Dynamo Kyjev   |
| Boris Kuzněcov        | 14. července 1928  | 3. prosince 1999 (ve věku 71 let)   | Dynamo Moskva     |
| Záložníci             |                    |                                     |                   |
| Konstantin Križevskij | 20. února 1926     | 18. listopadu 2000 (ve věku 74 let) | Dynamo Moskva     |
| Viktor Carjov         | 2. června 1931     | 2. ledna 2017 (ve věku 85 let)      | Dynamo Moskva     |
| Útočníci              |                    |                                     |                   |
| Igor Netto –          | 9. ledna 1930      | 30. března 1999 (ve věku 69 let)    | Spartak Moskva    |
| German Apuchtin       | 12. června 1936    | 2003 (ve věku 66–67 let)            | CSKA Moskva       |
| Valentin Ivanov       | 19. listopadu 1934 | 8. listopadu 2011 (ve věku 76 let)  | FK Torpedo Moskva |
| Nikita Simonjan       | 12. října 1926     |                                     | Spartak Moskva    |
| Sergej Salnikov       | 13. září 1925      | 9. května 1984 (ve věku 58 let)     | Spartak Moskva    |
| Anatolij Iljin        | 27. června 1931    | 10. února 2016 (ve věku 84 let)     | Spartak Moskva    |
| Alexandr Ivanov       | 14. dubna 1928     | 29. března 1997 (ve věku 68 let)    | Zenit Leningrad   |
| Valentin Bubukin      | 23. dubna 1933     | 30. října 2008 (ve věku 75 let)     | Lokomotiv Moskva  |
| Gennadij Gusarov      | 11. března 1937    | 2. června 2014 (ve věku 77 let)     | FK Torpedo Moskva |
| Jurij Falin           | 2. dubna 1937      | 3. listopadu 2003 (ve věku 66 let)  | FK Torpedo Moskva |
| Genrich Fedosov       | 6. prosince 1932   | 20. prosince 2005 (ve věku 73 let)  | Dynamo Moskva     |

### Anglie
Hlavní trenér: Walter Winterbottom

| Jméno             | Datum narození     | Datum úmrtí                                            | Klub                       |
| Brankáři          | Brankáři           | Brankáři                                               | Brankáři                   |
| ----------------- | ------------------ | ------------------------------------------------------ | -------------------------- |
| Colin McDonald    | 15. října 1930     |                                                        | Burnley FC                 |
| Eddie Hopkinson   | 29. října 1935     | 25. dubna 2004 (ve věku 68 let)                        | Bolton Wanderers FC        |
| Alan Hodgkinson * | 16. srpna 1936     | 8. prosince 2015 (ve věku 79 let)                      | Sheffield United FC        |
| Obránci           |                    |                                                        |                            |
| Don Howe          | 12. října 1935     | 23. prosince 2015 (ve věku 80 let)                     | West Bromwich Albion FC    |
| Tommy Banks       | 10. listopadu 1929 | Chyba: příliš mnoho volání #time 2024 (ve věku 94 let) | Bolton Wanderers FC        |
| Billy Wright –    | 6. února 1924      | Chyba: příliš mnoho volání #time 1994 (ve věku 70 let) | Wolverhampton Wanderers FC |
| Peter Sillett     | 1. února 1933      | Chyba: příliš mnoho volání #time 1998 (ve věku 65 let) | Chelsea FC                 |
| Maurice Norman    | 8. května 1934     | Chyba: příliš mnoho volání #time 2022 (ve věku 88 let) | Tottenham Hotspur FC       |
| Záložníci         |                    |                                                        |                            |
| Eddie Clamp       | 14. září 1934      | Chyba: příliš mnoho volání #time 1995 (ve věku 61 let) | Wolverhampton Wanderers FC |
| Bill Slater       | 29. dubna 1927     | Chyba: příliš mnoho volání #time 2018 (ve věku 91 let) | Wolverhampton Wanderers FC |
| Ronnie Clayton    | 5. srpna 1934      | Chyba: příliš mnoho volání #time 2010 (ve věku 76 let) | Blackburn Rovers FC        |
| Maurice Setters * | 16. prosince 1936  | Chyba: příliš mnoho volání #time 2020 (ve věku 83 let) | West Bromwich Albion FC    |
| Útočníci          |                    |                                                        |                            |
| Bryan Douglas     | 27. května 1934    |                                                        | Blackburn Rovers FC        |
| Bobby Robson      | 18. února 1933     | Chyba: příliš mnoho volání #time 2009 (ve věku 76 let) | West Bromwich Albion FC    |
| Derek Kevan       | 6. března 1935     | Chyba: příliš mnoho volání #time 2013 (ve věku 77 let) | West Bromwich Albion FC    |
| Johnny Haynes     | 17. října 1934     | Chyba: příliš mnoho volání #time 2005 (ve věku 71 let) | Fulham FC                  |
| Tom Finney        | 5. dubna 1922      | Chyba: příliš mnoho volání #time 2014 (ve věku 91 let) | Preston North End FC       |
| Peter Brabrook    | 8. listopadu 1937  | Chyba: příliš mnoho volání #time 2016 (ve věku 79 let) | Chelsea FC                 |
| Peter Broadbent   | 15. května 1933    | Chyba: příliš mnoho volání #time 2013 (ve věku 80 let) | Wolverhampton Wanderers FC |
| Bobby Smith       | 22. února 1933     | Chyba: příliš mnoho volání #time 2010 (ve věku 77 let) | Tottenham Hotspur FC       |
| Bobby Charlton    | 11. října 1937     | 21. října 2023 (ve věku 86 let)                        | Manchester United FC       |
| Alan A'Court      | 30. září 1934      | Chyba: příliš mnoho volání #time 2009 (ve věku 75 let) | Liverpool FC               |

Některé zdroje uvádějí, že Anglie měla jen 20 členů týmů pro turnaj 1958 ve Švédsku, a jejich seznamy nezahrnují Alana Hodgkinsona a Maurice Setterse. Jiné zdroje, včetně úředních záznamů FIFA World Cup, obsahují seznam 22 hráčů a zahrnují Hodgkinsona a Setterse. Je pravděpodobné, že tito dva hráči byli zařazeni na soupisce předložené FIFA, ale necestovali do dějiště turnaje.

### Rakousko
Hlavní trenér: Karl Argauer

| Jméno               | Datum narození     | Datum úmrtí                                            | Klub                 |
| Brankáři            | Brankáři           | Brankáři                                               | Brankáři             |
| ------------------- | ------------------ | ------------------------------------------------------ | -------------------- |
| Rudolf Szanwald     | 6. července 1931   | Chyba: příliš mnoho volání #time 2013 (ve věku 81 let) | Wiener SC            |
| Kurt Schmied        | 14. června 1926    | Chyba: příliš mnoho volání #time 2007 (ve věku 81 let) | First Vienna FC 1894 |
| Bruno Engelmeier    | 5. září 1927       | Chyba: příliš mnoho volání #time 1991 (ve věku 63 let) | 1. Simmeringer SC    |
| Obránci             |                    |                                                        |                      |
| Paul Halla          | 10. dubna 1931     | Chyba: příliš mnoho volání #time 2005 (ve věku 74 let) | SK Rapid Vídeň       |
| Ernst Happel        | 29. listopadu 1925 | Chyba: příliš mnoho volání #time 1992 (ve věku 66 let) | SK Rapid Vídeň       |
| Franz Swoboda       | 15. února 1933     | Chyba: příliš mnoho volání #time 2017 (ve věku 84 let) | FK Austria Vídeň     |
| Gerhard Hanappi –   | 16. února 1929     | Chyba: příliš mnoho volání #time 1980 (ve věku 51 let) | SK Rapid Vídeň       |
| Walter Kollmann     | 17. června 1932    | Chyba: příliš mnoho volání #time 2017 (ve věku 84 let) | Wacker Vídeň         |
| Leopold Barschandt  | 12. srpna 1925     | Chyba: příliš mnoho volání #time 2000 (ve věku 75 let) | Wiener SC            |
| Záložníci           |                    |                                                        |                      |
| Karl Koller         | 9. února 1929      | Chyba: příliš mnoho volání #time 2009 (ve věku 79 let) | First Vienna FC 1894 |
| Karl Stotz          | 27. března 1927    | Chyba: příliš mnoho volání #time 2017 (ve věku 90 let) | FK Austria Vídeň     |
| Ernst Kozlicek      | 27. ledna 1931     | Chyba: příliš mnoho volání #time 2023 (ve věku 92 let) | Wacker Vídeň         |
| Ignaz Puschnik      | 5. února 1934      | Chyba: příliš mnoho volání #time 2020 (ve věku 86 let) | Kapfenberger SV      |
| Útočníci            |                    |                                                        |                      |
| Walter Horak        | 1. června 1931     | Chyba: příliš mnoho volání #time 2019 (ve věku 88 let) | Wiener SC            |
| Paul Kozlicek       | 22. července 1937  | Chyba: příliš mnoho volání #time 1999 (ve věku 62 let) | Wacker Vídeň         |
| Hans Buzek          | 22. května 1938    |                                                        | First Vienna FC 1894 |
| Alfred Körner       | 14. února 1926     | Chyba: příliš mnoho volání #time 2020 (ve věku 93 let) | SK Rapid Vídeň       |
| Helmut Senekowitsch | 22. října 1933     | Chyba: příliš mnoho volání #time 2007 (ve věku 73 let) | SK Sturm Graz        |
| Walter Schleger     | 19. září 1929      | 3. prosince 1999 (ve věku 70 let)                      | FK Austria Vídeň     |
| Josef Hamerl        | 22. ledna 1931     | Chyba: příliš mnoho volání #time 2017 (ve věku 86 let) | Wiener SC            |
| Robert Dienst       | 1. března 1928     | Chyba: příliš mnoho volání #time 2000 (ve věku 72 let) | SK Rapid Vídeň       |
| Herbert Ninaus      | 31. března 1937    | Chyba: příliš mnoho volání #time 2015 (ve věku 88 let) | Grazer AK            |